# Silvio Ortona
Silvio Ortona (Casale Monferrato, 24 maggio 1916 – Cirié, 6 marzo 2005) è stato un politico, partigiano e sindacalista italiano.

## Biografia
Laureatosi in giurisprudenza nel 1937, si iscrive al corso ufficiali del Regio Esercito. Viene allontanato nel 1938 a seguito della promulgazione delle leggi razziali fasciste, a causa delle sue ascendenze ebraiche. Nel 1941 si avvicina al Partito Comunista Italiano, e dopo l'Armistizio dell'8 settembre aderisce alla Resistenza. Comandante con il nome di "Lungo" della 2ª Brigata Garibaldi operante nel biellese.
Al termine del conflitto dirige la federazione comunista di Vercelli. Membro della CGIL negli anni sessanta e settanta, si adopera allo sviluppo del movimento cooperativo.
Viene eletto alla Camera dei deputati nella I e II legislatura, dal 1948 al 1958.